# Compatibilità tra licenze
La compatibilità tra licenze, In informatica, si riferisce al problema che si verifica quando si combina il codice sorgente di due o più programmi coperti da licenze per il software. In particolare si fa riferimento ai pacchetti software, che contengono clausole in contrasto tra loro tali da rendere impossibile la creazione di nuovi programmi.

## Tipologie
È possibile suddividere due tipologie di problematiche:
- compatibilità tra programmi pubblicati con licenze proprietarie e licenze libere.
- compatibilità tra due o più programmi pubblicati con licenze libere.

### Tra programmi pubblicati con licenze proprietarie e licenze libere
Non sempre le licenze proprietarie e quelle open vanno in contrasto tra loro, a volte possono convivere.
Come ad esempio con la famiglia di licenze BSD che consentono la redistribuzione del software anche in forma proprietaria, purché venga attribuita la paternità all'autore e si rispetti la regolamentazione indicata in essa.
Tutto ciò non è invece possibile con le licenze GPL, le quali sono coperte da una licenza copyleft forte, che prevede che un'opera frutto di una combinazione di codici distinti debba essere pubblicata necessariamente sotto licenza GPL.
Una via di mezzo vale per le licenze MPL che permettono di creare opere derivate miste, quindi anche con licenza proprietaria, purché ci stia una scrittura di codice in moduli, dove i moduli con licenza open e quelli proprietari rimangano separati.

### Tra due o più programmi pubblicati con licenze libere
La compatibilità tra software open non è sempre garantita, a causa delle diverse clausole presenti nelle licenze libere. Perciò bisogna tener conto in contemporanea dei termini previsti dalle licenze utilizzate.
Degli esempi di incompatibilità si hanno con le prime licenze Apache 1.1 e BSD non modificata, le quali non sono compatibili con le licenze GPL. Invece non sorgono problemi di compatibilità tra le licenze GPL e Apache 2.0, MPL 2.0, LGPL e la versione modificata di BSD (senza la clausola pubblicitaria).
L'esistenza di un gran numero di licenze complica il problema, poiché ciascuna possiede clausole differenti. A proposito di questo sia l'Open Source Initiative che la Free Software Foundation hanno scoraggiato la creazione di nuove licenze a favore di quelle più in uso.
In molti spingono con forza perché gli sviluppatori di software open source usino solo licenze GPL-compatibili, anche perché la GPL è di gran lunga la più importante licenza open source (circa il 68% del software libero la usa e la successiva licenza più importante è al 6%, secondo le statistiche di Freshmeat).